# Tim Bergling Foundation

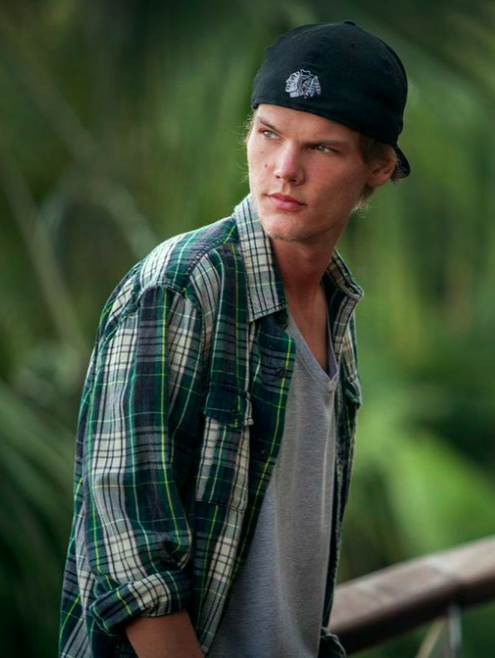
Die Stiftung wurde zu Ehren des verstorbenen Musikers Tim Bergling gegründet

Die Tim Bergling Foundation ist eine schwedische Stiftung, die von Klas Bergling und Anki Lidén, den Eltern des schwedischen Musikers Tim Bergling, bekannt als Avicii, gegründet wurde. 2018 starb Avicii durch Suizid, nachdem er Jahre lang an psychischen Problemen gelitten hatte. Die Stiftung wurde ursprünglich gegründet, um über die Behandlung psychischer Erkrankungen und Suizidprävention aufzuklären. Später wurden die Aktivitäten der Stiftung auf Entwicklungshilfe, Arten- und Naturschutz sowie Unternehmensführung ausgeweitet.

## Organisation

### Gründung
Die Gründung erfolgte am 23. März 2019. Am 26. März 2019 wurde dies erstmals in Form einer Pressemitteilung bekanntgegeben. Auf Grundlage der Vielzahl an wohltätigen Projekten, die Avicii organisierte, erklärte Tim Berglings Familie, dass „Tim etwas bewirken wollte. Eine Stiftung in seinem Namen zu gründen,“ wäre ihre „Aufgabe, um sein Vermächtnis in Ehren zu halten und weiterhin in seinem Geist zu handeln.“
Anfang Oktober 2019 gab die Stiftung bekannt, dass sie eine Partnerschaft mit der schwedischen Lautsprecher-Marke Urbanista eingegangen wären. Außerdem wurden sie bei Veranstaltungen wie dem The Avicii Tribute Concert for Mental Health Awareness vom Flugunternehmen SAS Scandinavian Airlines sowie dem Reiseunternehmen Tallink & Silja Line unterstützt.

### Ziele
Während des Internationalen Musikgipfels 2019 sprach Aviciis Vater, Klas Bergling, darüber, wie wichtig es sei, „die frühen Anzeichen einer Verschlechterung der psychischen Gesundheit, der Angst und der Depression zu erkennen und zu behandeln, gerade auch für jene, die in der Musikbranche tätig“ wären. Er skizzierte auch die Arbeit, die die Stiftung leisten möchte, um zur Bekämpfung solcher Probleme beizutragen. In einem Interview mit dem Billboard-Magazin erklärte er, dass „sie tatsächliche Hilfe leisten“ wollen würden, um „Probleme zu lösen und die Resultate sehen“ wollen würden, „anstatt lediglich Geld zu spenden.“

## Veröffentlichungen
Im April 2019 wurde bekannt gegeben, dass am 6. Juni 2019 posthum das Studioalbum Tim veröffentlicht werden würde. Die Lieder waren zum Zeitpunkt von Aviciis Tod zwischen 70 und 80 Prozent fertig produziert und wurden von verschiedenen Produzenten vollendet. Bereits vor Erscheinungsdatum erschienen die Lieder SOS mit Aloe Blacc und Tough Love mit Agnes und Vargas & Lagola als Single-Veröffentlichungen. Parallel zum Album erschien auch das Lied Heaven als Single, das in Zusammenarbeit mit dem Coldplay-Frontmann Chris Martin entstand. Alle Einnahmen, die mit dem Verkauf des Albums und der Singles erzielt wurden, gingen an die Tim Bergling Foundation.
Für das Jahr 2020 ist die Veröffentlichung einer offiziellen Biografie geplant, die vom schwedischen Autor Måns Mosesson verfasst wird. Auch hier sollen die Einnahmen der Stiftung zugutekommen.

## Veranstaltungen

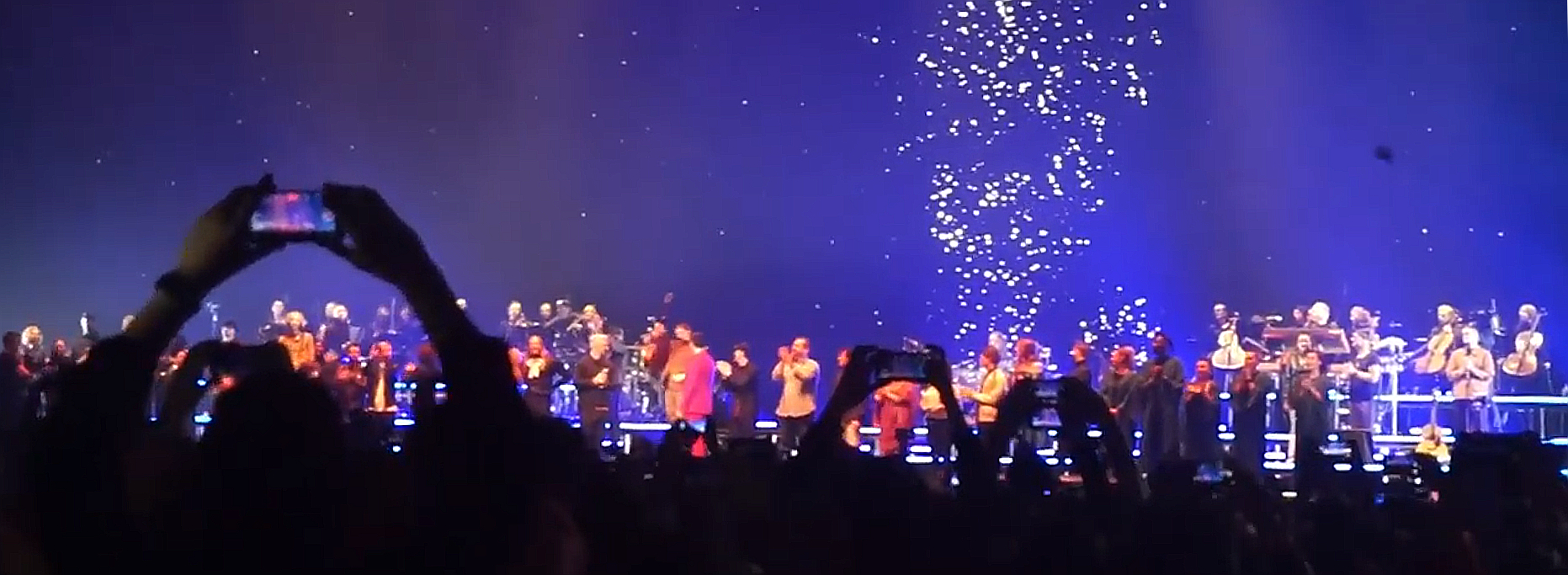
Alle Gastmusiker, die am The Avicii Tribute Concert teilnahmen

Am 17. November 2018 organisierte die Stiftung in der Hedwig-Eleonora-Kirche in Stockholm eine Gedenkfeier an den verstorbenen Musiker. Diese fand öffentlich statt und durfte von Freunden, Fans und Angehörigen besucht werden. Hier hielt Klas Bergling eine Rede über das Leben von Avicii. Anwesend war auch ein Chor, der eine Auswahl an Liedern des Musikers präsentierte.
Am 5. Dezember 2019 veranstaltete die Tim Bergling Foundation in der Friends Arena in Stockholm das The Avicii Tribute Concert for Mental Health Awareness. Hier präsentierten mehrere Gastmusiker, darunter Rita Ora, Adam Lambert und Aloe Blacc, mit denen Avicii im Laufe seiner Karriere zusammenarbeitete, ihre gemeinsamen Lieder. Zusätzlich wurden sie von einem 30-Personen-Orchester und einem Chor begleitet. Auch widmeten Carl Falk, Vargas & Lagola, Blacc sowie Klas Bergling dem Verstorbenen eine Rede. Alle Einnahmen der 55.000 verkauften Tickets wurden an gemeinnützige Organisationen gespendet.

## Leistungen
Am 5. Dezember 2019 wurde bekanntgegeben, dass die schwedische Vereinigung für psychische Gesundheit Mind drei Jahre lang mit zehn Millionen SEK (ca. 960.000 €) pro Jahr unterstützt werden soll. Deren Abteilung Självmordslinje soll durch diese Unterstützung rund um die Uhr einen Ansprechpartner für betroffene Menschen bieten können. Klas Bergling sagte, dass „dies das Beste“ wäre, was sie tun könnten, „um die Zahl der Selbstmorde zu senken.“
Zwischen Herbst 2021 und 2022 organisierte die Stiftung ein Schulprojekt, das den Namen Make Music Matter! STORIES (#ForABetterDay) trug. Dieses wurde gemeinsam mit der Linné-Universität und der Signatur Foundation ermöglicht und fokussierte sich auf die Themen Musik, Kreativität, digitale Technologie und Gesundheit. Aviciis Musik begleitete den Unterricht.
Für das Jahr 2022 kündigte die Foundation an, in Kooperation mit der Organisation Save the Children Musikstudios in Regionen der Welt aufbauen zu wollen, in denen es an solchen mangelt.